# McGinnis Peak (Alaska)
Der McGinnis Peak ist ein 3475 m hoher Berg in der Alaskakette in Alaska (USA). Er gehört zu den höchsten Bergen in der Hayes Range.

## Geografie
Der Berg befindet sich im östlichen Teil der Alaskakette, 61 km südsüdwestlich von Delta Junction sowie 70 km nordnordwestlich von Paxson. Das Durchbruchstal des Delta River verläuft etwa 20 km weiter östlich. An der Westflanke befindet sich der östliche Quellgletscher des Trident-Gletschers. An der Ostflanke befindet sich das Nährgebiet des McGinnis-Gletschers. An der Nordflanke befindet sich das obere Ende eines linken Tributärgletschers des McGinnis-Gletschers. Der Black-Rapids-Gletscher verläuft südlich des McGinnis Peak in östlicher Richtung. Ein kleiner Tributärgletscher des Black-Rapids-Gletschers reicht bis zum Südfuß des McGinnis Peak. Ein Berggrat führt anfangs in westsüdwestlicher, später in nordwestlicher Richtung zum 7,2 km weiter westlich gelegenen Mount Shand. Von diesem führt ein Berggrat nach Nordosten zum Mount Moffit, welcher auf der anderen Seite des östlichen Quellgletschers des Trident-Gletschers liegt. Der Mount Moffit liegt 5,3 Km nordwestlich des McGinnis Peak und bildet dessen Dominanzbezug.

## Besteigungsgeschichte
Am 5. August 1964 gelang Larry Muir und Tom Knott die Erstbesteigung des McGinnis Peak. Die Aufstiegsroute führte über den östlichen Quellgletscher des Trident-Gletschers und einen Gletscherbruch. Von dort ging es über den Westgrat zum Gipfel. Die einfachste Aufstiegsroute führt über den Nordostgrat. Diese erfordert jedoch technische Kletterei.